# Út a nyugalomhoz – mindennapi tűnődések
Az Út a nyugalomhoz – mindennapi tűnődések (eredeti címe: The Path to Tranquillity – Daily Meditations) című könyv a 14. dalai láma, Tendzin Gyaco híres mondásait, imádságait és történeteit tartalmazza, amelyek átfogóan mutatják be a tibeti buddhista tanító tapasztalatait és filozófiáját az együttérzésről és az erőszakmentességről. A könyvben javarészt nem a buddhizmusról esik szó, hanem az emberi életről, a boldogulás mai esélyeiről, lehetőségeiről, miképp éljünk okosabban, jobban és nyugodtabban. A könyv előszavát a dalai láma írta.
Az Út a nyugalomhoz Reluka Singh második idézetes könyve (az első a The Little Book of Buddhism).

## Tartalma
A könyvben az év mind a 365 napjára jut egy bölcsesség a dalai lámától. Az idézetek az alábbi könyvekben jelentek meg korábban:
- Gentle Bridges – Conversations with the Dalai Lama on the Sciences of the Mind
- A Flash of Lightning in the Dark of Night
- Violence and Compassion: Conversations with the Dalai Lama
- Kindness, Clarity and Insight
- Generous Wisdom – Commentaries on the Jatakamala
- The Good Heart – A Buddhist Perspective on the Teachings of Jesus
- Collected Statements, Interviews and Articles
- MindScience – An East – West Dialogue
- The World of Tibetan Buddhism
- Sleeping, Dreaming and Dying – An Exploration of Consciousness
- Száműzetésben – szabadon – a tibeti Dalai Láma önéletírása
- Worlds in Harmony: Dialogues on Compassionate Action

## Magyarul
- Út a nyugalomhoz. Mindennapi tűnődések. Őszentsége, a dalai láma korunkról, jövőnkről, esélyeinkről; ford. Sári László; Írás, Bp., 2001